# Ешпозенде
Ешпозе́нде (порт. Esposende; МФА: [ʃ.pu.ˈzẽ.dɨ], Шпузе́нди) — муніципалітет і місто в Португалії, в окрузі Брага. Розташований у північній частині країни, на березі Атлантичного океану, на теренах історичної португальської провінції Дору-Міню. Належить до Бразької архідіоцезії Католицької церкви в Португалії. Права міського самоврядування має з 1572 року. Поділяється на 9 парафій. За адміністративним поділом, чинним до 1976 року, був складовою провінції Міню. Площа муніципалітету — 95,41 км², населення муніципалітету — 34254 ос. (2011); густота населення — 359,02 осіб/км²
. Патрон — Діва Марія. Святковий день муніципалітету — 19 серпня. Поштовий індекс — 4740.  Код місцевої адміністративної одиниці — 0306. Складова статистичного регіону Північ.

## Назва
- Ешпозенде (порт. Esposende, стара орфографія: порт. Espozende)

## Географія
Ешпозенде розташоване на північному заході Португалії, на заході округу Брага.
Місто розташоване за 29 км на захід від міста Брага.
Ешпозенде  межує на півночі з муніципалітетом Віана-ду-Каштелу, на сході — з муніципалітетом Барселуш, на півдні — з муніципалітетом Повуа-де-Варзін. На заході омивається водами Атлантичного океану.

## Історія
Місто засноване 1572 року.

## Населення
| Кількість мешканців | Кількість мешканців | Кількість мешканців | Кількість мешканців | Кількість мешканців | Кількість мешканців | Кількість мешканців | Кількість мешканців | Кількість мешканців | Кількість мешканців | Кількість мешканців | Кількість мешканців | Кількість мешканців | Кількість мешканців | Кількість мешканців |
| ------------------- | ------------------- | ------------------- | ------------------- | ------------------- | ------------------- | ------------------- | ------------------- | ------------------- | ------------------- | ------------------- | ------------------- | ------------------- | ------------------- | ------------------- |
| 1864                | 1878                | 1890                | 1900                | 1911                | 1920                | 1930                | 1940                | 1950                | 1960                | 1970                | 1981                | 1991                | 2001                | 2011                |
| 13 330              | 14 181              | 15 085              | 15 161              | 16 417              | 17 036              | 19 452              | 20 777              | 22 891              | 23 966              | 24 017              | 28 652              | 30 101              | 33 325              | 34 254              |

## Парафії
- Анташ
- Апулія
- Беліню
- Віла-Шан
- Гандра
- Жемезеш
- Ешпозенде
- Курвуш
- Мар
- Маріняш
- Палмейра-де-Фару
- Ріу-Тінту
- Фан
- Фонте-Боа
- Форжайнш